# Fortis Watches
FORTIS Watches AG公司（前身为FORTIS Uhren AG）位于格伦兴，是一家瑞士手表制造商。该公司以其在计时码表方面的专业能力而闻名， 在航空和太空旅行领域较为突出。

## 历史
该公司由 Walter Vogt（1883-1957）于1912 年在瑞士格伦兴创立。十年后，该手表制造商与英国发明家及钟表师 John Harwood 建立了合作关系。 此后，FORTIS 1926 成功推出了首款自动上链腕表（自动腕表)，这款腕表随后实现了批量生产。 1932 年，该公司开发了防水手表 Fortissimo，随后是 1937 年推出的以格伦兴当地山峰 Wandfluh 命名第一款计时码表。  此外，该公司在 20 世纪 30 年代和 40 年代期间开发了针对女性殊型号。
自1954 年以来，该公司开始生产具有闹钟功能的腕表“Centinela”（Venus 230），它是首款包含闹钟功能表型。随后在 1956 年推出的则是“FORTIS-Manager”（AS 1475)，该型号是第一款 FORTIS 防水腕表，配有闹钟和计时器。对于这种类型的技术，FORTIS 在瑞士官方时间测量技术研究所的天文台比赛中获得了一等奖。 1957 年9月13日，FORTIS 创始人Walter Vogt 与世长辞。他的两个儿子接管了这家公司，并负责公司的经营管理。1957 年，他们推出了第一个名为 Marinemaster 的水上运动系列，该系列至今仍然由FORTIS不断推陈出新。
1962年，公司开发推出了太空手表 Spacematic Automatik，该款手表具备特别构造，能承受极端条件和温度波动同时能完美地工作。在该手表推出之前，美国人在双子座计划中使用了一个样品。  系列型号官方宇航员计时码表首先由俄罗斯宇航员在太空中进行了测试。 这证明了自动手表在太空中也完全可以运行。 早在石英手表和廉价表型的时代到来之前，FORTIS 就推出了世界上名为Flipper  的第一款塑料手表（最初由Eloga 公司推出）。 这款潜水手表采用具有六种不同可选颜色的 GFK外壳，防水最深可达 200 米，远远超越同一时代的其他手表并成为全球最畅销产品。到 20 世纪60年代末，FORTIS 每年生产约 1,000,000 块手表。
自1994年以来，Fortis 就成为了俄罗斯宇航员训练中心尤里·加加林宇航员训练中心的官方设备供应商。 在1994年9月美国亚特兰蒂斯号航天飞机的对接机动期间，FORTIS计时码表首次在太空中遭到了磨损。 1997年，在联盟号TM-19 任务期间宇航员在米尔号空间站上佩戴了“官方宇航员计时码表”。 今天，计时码表B-42 是俄罗斯宇航员的官方手表。
1998 年，FORTIS 推出了世界上第一块具有机械闹钟功能的自动计时码表，该计时码表随后获得专利，专利号为EP 0806712。 这款腕表的结构源自苏黎世钟表工程师Paul Gerber 的设计。 2001年9月，FORTIS 前首席执行官因参与太空旅行中的机械计时码表而被授予蓝色星球之星（Star of the blue Planet）。 2012年，在公司的百周年纪念日，FORTIS 推出了仅有2012块手表的 Spacematic 限量版。
2017年，FORTIS 遭遇到了财务困难。该公司提出了最终债务重组暂停令。 不久之后，公司的品牌和地点被私人投资者接管。 这导致 FORTIS Uhren 更名为 FORTIS Watches.

## 文学作品
- Das ZEITGEFÜHL-Uhrenbuch,作者：Gerd-Lothar Reschke，出版社：Engelsdorfer Verlag 2005。ISBN 3-938607-61-0